# Le Dépaysement. Voyages en France
Le Dépaysement. Voyages en France est un récit de Jean-Christophe Bailly paru le 7 avril 2011 aux éditions du Seuil et ayant reçu le Prix Décembre la même année, ex æquo avec Gaston et Gustave d'Olivier Frébourg.

## Historique
Ce récit est récompensé le 3 novembre 2011 par le prix Décembre, présidé cette année-là par Laure Adler, au troisième tour de scrutin ne pouvant pas départager les deux finalistes.

## Éditions
- Le Dépaysement. Voyages en France, éditions du Seuil, 2011  (ISBN 978-2020974936).
- Le Dépaysement. Voyages en France, éditions Points, 2012  (ISBN 978-2757828083).